# Chelsea Pitch Owners

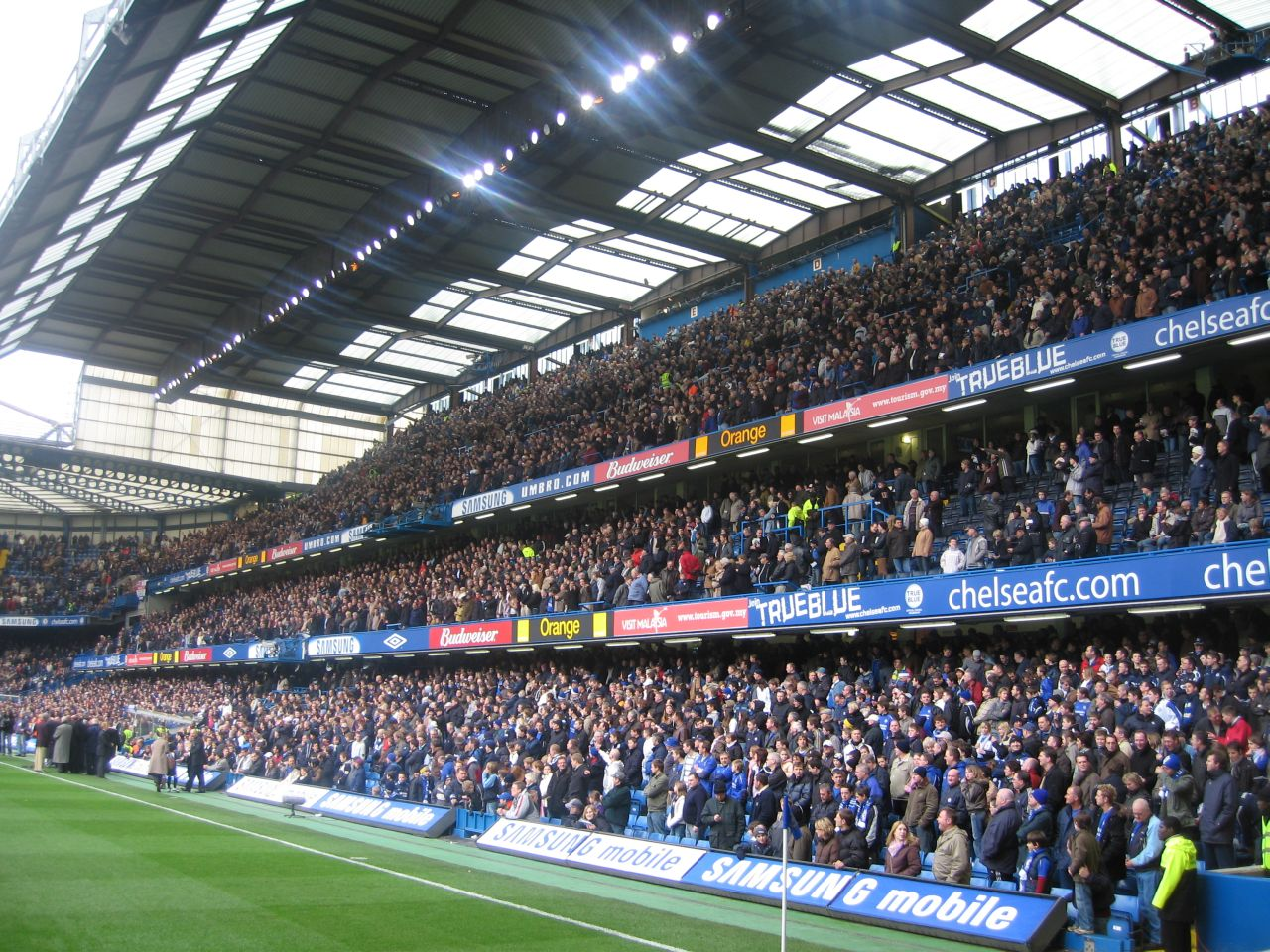
Os custos da construção do East Stand iniciou uma grave crise no clube

Chelsea Pitch Owners plc é uma organização sem fins lucrativos, que faz parte do Chelsea Football Club, encarregada da manutenção do estádio. Ela é proprietária tanto do estádio Stamford Bridge como dos direitos de nomeação do Chelsea Football Club.

## História
Chelsea sofreu sérios problemas financeiros durante os anos 70 e 80, após uma tentativa de uma grande reforma do Stamford Bridge. A crise financeira e uma mudança de propriedade no clube culminaram com a venda da propriedade livre do clube aos promotores imobiliários Marler Estates (e posteriormente a Cabra Estates). A mudança quase fez com que o Chelsea perdesse o estádio .
O futuro do estádio (e portanto do clube) só foi garantido em 1992, quando os promotores imobiliários faliram devido a um colapso do mercado, permitindo que o então presidente Ken Bates fizesse um acordo com seus banqueiros e recuperasse o controle do estádio para o clube de futebol. Em seguida, foi criado o Chelsea Pitch Owners, e em 1997 ele adquiriu o Stamford Bridge freehold, os torniquetes, o gramado e o nome Chelsea FC com o auxílio de um empréstimo sem recurso de £10 milhões do Chelsea Village plc, a empresa matriz do clube. O CPO, por sua vez, concedeu ao clube um aluguel de 199 anos no Stamford Bridge por um aluguel de Peppercorn.

## Organização e propriedade

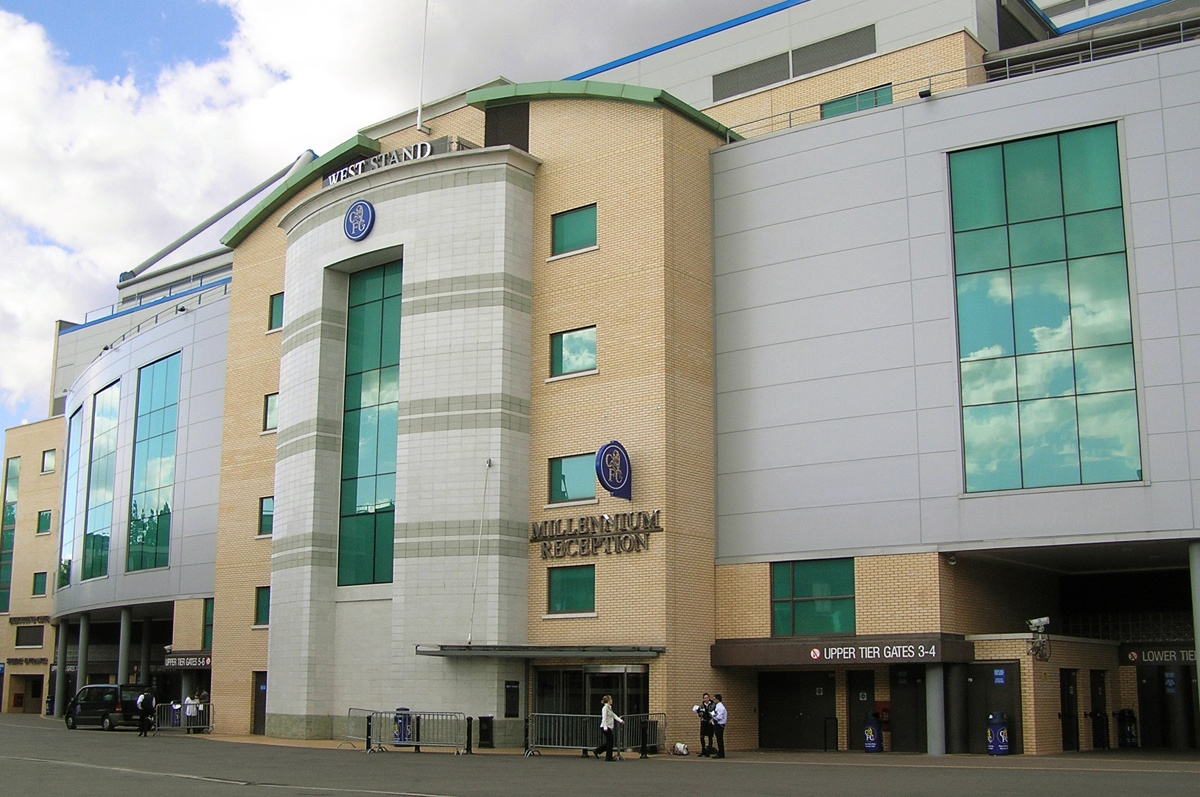
Nova fachada do Stamford Bridge, no lado de fora do West Stand

Ao conceder o controle da propriedade aos proprietários do Chelsea Pitch, a intenção era garantir que o Stamford Bridge nunca mais pudesse ser vendida aos promotores imobiliários. Independentemente de quantas ações sejam de propriedade de um indivíduo, os direitos de voto são limitados a 100 por acionista para impedir que qualquer pessoa ou organização ganhe o controle do CPO.
O CPO também é proprietário do nome Chelsea Football Club Ltd, que é licenciado de volta ao clube na condição de que o primeiro time jogue seus jogos em casa em Stamford Bridge. Isto significa que se o Chelsea se mudar para outro estádio no futuro, eles não poderão usar o nome Chelsea Football Club sem a permissão de 75% dos acionistas do CPO.
A empresa é uma organização sem fins lucrativos e não está listada em nenhuma bolsa de valores. Seu objetivo é levantar o dinheiro necessário para pagar o empréstimo e, em seguida, arrendar o estádio de propriedade livre para o clube, sob a condição estritamente definida de que o terreno só possa ser usado para fins de futebol. Os torcedores são incentivados a comprar ações a fim de garantir o futuro do clube. Até 2011, cerca de 15.000 ações do CPO foram vendidas, e aproximadamente £1,5 milhões da dívida foram pagas. O ex-capitão do clube John Terry é o atual presidente do CPO.

## Proposta do clube
Em 3 de outubro de 2011, o Chelsea Football Club fez uma proposta para comprar de volta o estádio de propriedade livre (de propriedade do CPO) no qual fica o estádio de futebol em Stamford Bridge, o que prepararia o caminho para uma mudança para um novo estádio. O presidente do Chelsea, Bruce Buck, disse: "O Chelsea deveria ser sempre grato àqueles que investiram no CPO. Sabemos muito bem quão perto o clube chegou de perder nossa casa antes da formação do CPO, mas essa ameaça agora passou para a propriedade do Sr. Abramovich e com a estrutura do CPO no lugar, não podemos planejar com certeza para o futuro. Espero que todos os acionistas votem a favor da proposta".
O Chefe Executivo do Chelsea, Ron Gourlay, disse: "Tenho certeza de que todos os torcedores do Chelsea gostaram do futebol e do sucesso que testemunhamos em Stamford Bridge desde 2003 e o Chelsea Football Club e o Sr. Abramovich estão determinados a garantir que o clube continue a competir no mais alto nível do futebol mundial". Ele acrescentou: "Continuamos a procurar opções para expandir o Bridge e devo ficar claro que não identificamos um local para um novo estádio em outro lugar".
A proposta foi apresentada em uma reunião geral do CPO em 27 de outubro de 2011, mas não foi aprovada, pois apenas 61,6% do total de votos foram emitidos a favor da proposta, abaixo do requisito mínimo de 75%.
Em maio de 2012, o Chelsea Football Club confirmou que havia apresentado uma proposta de compra do local da Usina Termelétrica de Battersea, com a possibilidade do clube se mudar para um estádio com capacidade para 60.000 espectadores . O Presidente Bruce Buck reconheceu que havia "uma série de obstáculos para pular", incluindo "ganhar o apoio de nossos torcedores, dos acionistas do CPO e dos residentes locais de Wandsworth (perto do local de Battersea), bem como assegurar a aprovação do Wandsworth Council, da Greater London Authority e das autoridades patrimoniais" .

### Projeto de redesenvolvimento do Stamford Bridge
Em dezembro de 2015, o Chelsea anunciou a intenção de construir um novo estádio de 60.000 lugares em Stamford Bridge com um projeto de Herzog & de Meuron. A permissão do planejamento foi alcançada em 2017, em maio de 2018, o clube anunciou a suspensão da reconstrução devido ao "clima de investimento desfavorável."
Em julho de 2022, foi noticiado que o novo proprietário do clube, Todd Boehly, nomeou a arquiteta americana Janet Marie Smith para supervisionar a reforma do estádio.

## Diretoria
Segundo o site oficial.
- Presidente:
  -  John Terry
- Vice-presidentes:
  -  Neil Barnett
  -  Marcel Desailly
  -  Jimmy Floyd Hasselbaink
  -  Pat Nevin
  -  David Webb
  -  Ray Wilkins
  -  Dennis Wise
- Diretores:
  -  Richard King
  -  Bob Sewell